# Kouzelníci
Kouzelníci (v anglickém originále The Incredible Burt Wonderstone) je americká filmová komedie z roku 2013. Režisérem filmu je Don Scardino. Hlavní role ve filmu ztvárnili Steve Carell, Steve Buscemi, Olivia Wildeová, Alan Arkin a James Gandolfini.

## Obsazení
| Steve Carell      | Burt Wonderstone     |
| Steve Buscemi     | Anton Marvelton      |
| Olivia Wildeová   | Jane                 |
| Alan Arkin        | Rance Holloway       |
| James Gandolfini  | Doug Munny           |
| Jim Carrey        | Steve Gray           |
| Jay Mohr          | Rick the Implausible |
| Michael Herbig    | Lucius Belvedere     |
| David Copperfield | sebe                 |